# Любов Олени
«Любов Олени» — радянська німа лірична кінокомедія 1934 року режисера Бориса Юрцева. Фільм не зберігся. Один з перших комедійних фільмів СРСР. Фільм сподобався Йосипу Сталіну, але разом з фільмом «Веселі хлоп'ята» став предметом суперечок серед керівництва кіновиробництва, через що став непоміченим і втраченим.

## Сюжет
Проста сільська дівчина Олена слідом за чоловіком приїхала з колгоспу в місто на будівництво заводу, де важко звикає до невлаштованого побуту перенаселеного гуртожитку. Вона зустрічає в гуртожитку американку Еллен Гетвуд — дружину американського фахівця — інженера на будівництві заводу. Олені не подобається в місті, Еллен так само аж ніяк не все припадає до душі в Радянському Союзі. Але головне — вони однаково реагують на те, що чоловіки поїхали від них на далеке будівництво — що розцінюється ними як зрада. Їхні думки збігаються, через що Олена і Еллен сходяться як подруги. Комічний сценарій протиставляв проблеми Олени з села і Еллен з Америки, але в підсумку обидві дівчини втягуються в життя колективу, в соціалістичне будівництво. Олена хоча спочатку скуто почувалася на новому місці, і все робила невпопад, але озирнувшись і подружившись з жінками-робітницями, вона стає активісткою і приводить гуртожиток у зразково-показовий вигляд. І коли у неї з'являється можливість повернутися в село, вона навідріз відмовляється, тому що їй необхідне життя — «у нашій бучі, бойовій, кипучій».

## У ролях
- Галина Сергєєва —  Олена Дзюбіна
- Любов Орлова —  місіс Еллен Гетвуд, дружина американського інженера
- Карл Гурняк —  Гетвуд, американський інженер
- Володимир Чувельов —  Олександр Дзюбін, чоловік Олени
- Василь Ковригін —  Лобов, директор
- Олександр Антонов —  Клюєв
- Павло Оленєв —  Ваня
- Іван Твердохлєб —  Кока
- Олександр Сафрошин —  Дримба, комендант
- Іван Бобров —  робітник
- Є. Петерсон —  Люда, інженер-практикант
- Іван Бакулін —  Василь Дзюбін
- Василь Макаров —  Козел, шкідливий чоловічок
- Борис Юрцев —  епізод
- Софія Левітіна —  епізод
- Іван Назаров —  епізод

## Знімальна група
- Режисер — Борис Юрцев
- Сценаристи — Лев Ларський, Борис Юрцев
- Оператор — Олександр Брантман
- Художник — Олексій Уткін